# Tingvoll
Tingvoll er en kommune på Nordmøre i Møre og Romsdal fylke i Norge. Kommunen ligger på en halvø mellem Tingvollfjorden, Halsafjorden/Trangfjorden og Freifjorden. Den grænser i sydøst til Sunndal kommune. Ellers er den omgivet af kommunerne Aure og Halsa i nord, Surnadal i øst, Nesset i sydvest og Gjemnes og Frei i vest.

## Tingvoll kommune
Grænserne for Tingvold prestegjeld var bestemmende for, hvordan kommunens grænser blev trukket i 1837. Den gang var det først og fremmest fjorden og søvejen, som bandt sammen, mens landevejen var af mindre betydning. Tingvoll kommune lå dengang på begge sider af Sunndalsfjorden. Sørlandet blev den del af Tingvoll kaldt, som lå syd for fjorden. I 1866 blev Straumsnes, den vestlige del af Tingvollhalvøen, skilt fra som en selvstændig kommune. 
1.januar 1964 skete den store omlægning af kommunegrænserne i Nordmøre. Nu var der kommet en ny tid, hvor alle helst skulle kunne nå sit kommunecenter ad landevejen, uafhængig af færge eller båd. Den del af Tingvoll, som lå syd for fjorden, blev overført til Gjemnes kommune. Til gengæld blev Straumsnes igen forenet med Tingvoll. Samtidig blev Aspøya overført fra Frei kommune, og gårdene Åsprong-Sandnes blev overført fra Stangvik kommune.

## Kommunikation
Rigsvej 70 er livsnerven på langs gennem Tingvoll kommune. Mod øst forbinder vejen kommunen med industristedet Sunndalsøra i nabokommunen Sunndal og med Dovrebanen på Oppdal. Fra Tingvollvågen fortsætter rigsvej 70 vestover til Gyl, Straumsnes og Aspøya og videre gennem KRIFAST til Frei og byen Kristiansund med Kvernberget flyveplads.

## Tingvoll kirke
Tingvoll kirke, også kaldt "Nordmørsdomen", stammer fra middelalderen, og er sandsynligvis bygget engang mellem 1150 og 1200. Kirken blev restaureret i 1928/29.

## Bioforsk Økologisk
Bioforsk Økologisk (Tidligere NORSØK) ligger på Tingvoll og er et natinalt kompetencecenter inden for økologisk landbrug. Bioforsk Økologisk driver forskning og udvikling inden for økologisk mad- og landbrugsproduktion.

## Tingvoll Videregående Skole
Tingvoll videregående skole (TVS) er den ældste distriktsskole i Nordmøre. Møre og Romsdal fylke har flere gange foreslået nedlæggelse af TVS, men er blevet mødt med store protester lokalt hver gang.
Skolen har i skoleåret 2005/2006 omkring 150 elevpladser, et varierende antal kursdeltagere og ca. 40 ansatte. Skolen er hermed en hjørnestensvirksomhed for Tingvoll kommune.

## Tusenårssted
Kommunens tusenårssted er «kirketunet som tingsted». Dette blev valgt på baggrund af, at Tingvoll er et gammelt tingsted. 
Man tror, at det gamle tingsted lå, hvor Tingvoll kirke nu ligger.